# Hermann Stutz
Hermann Stutz (ur. ?, zm. 27 lipca 1938) – as lotnictwa niemieckiego Luftstreitkräfte z 6 zwycięstwami w I wojnie światowej.
Służył w Kasta 22 należącej do Kagohl 4. 20 stycznia 1917 roku został przeniesiony do eskadry mysliwśkiej Jagdstaffel 20. W jednostce odniósł swoje dwa pierwsze potwierdzone zwycięstwa, pierwsze w okolicach Douai 29 lipca 1917 roku. 6 lutego 1918 roku został mianowany pierwszym i ostatnim dowódcą Jagdstaffel 71. W jednostce odniósł kolejne 4 zwycięstwa. 